# Col d’Andrion
Der Col d’Andrion liegt im französischen Département Alpes-Maritimes. Die Passhöhe befindet sich auf 1681 m. Er verbindet Roquebillière (604 m) im Tal der Vésubie mit dem Pont de la Lune (224 m) in der Gemeinde La Tour im Tal der Tinée.
Die Straße von Pont de la Lune zum Pass ist weitgehend einspurig mit Ausweichen. Auf der Passhöhe befindet sich das ehemalige Militärlager Granges de la Brasque. Die Strecke von Roquebillière zum Pass ist zum größtenteils nicht asphaltiert.